# الاتفاقية الباكستانية الصينية

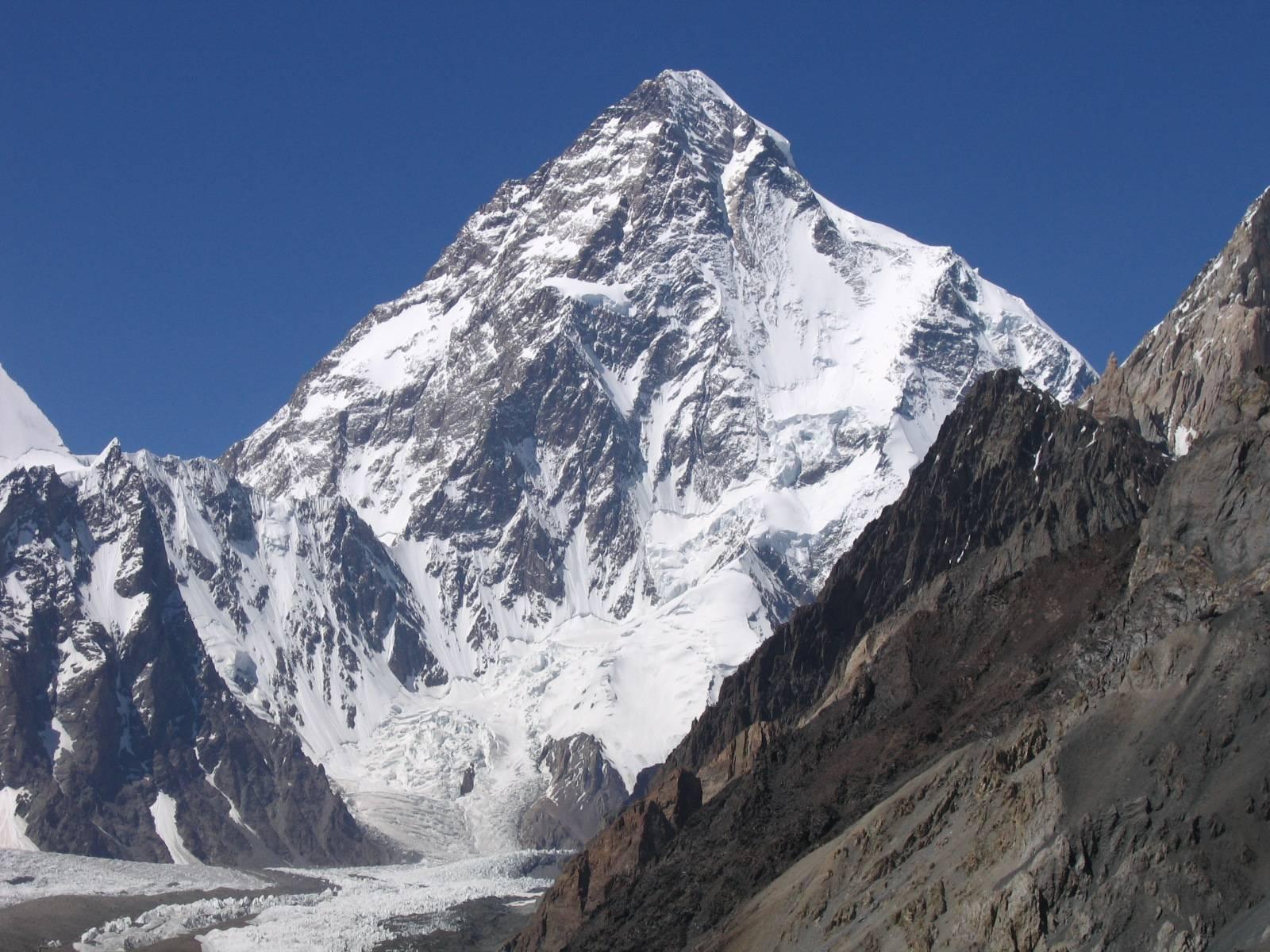
جبل جودوين أوستن ، 8611 م ، ثاني أعلى جبل في العالم (في باكستان)

فاقية الباكستانية الصينية تُعرف أيضًا باسم اتفاقية الحدود بين باكستان والصين هي وثيقة صدرت عام 1963 بين حكومتي باكستان والصين لإنشاء الحدود بين تلك الدول.
نتج عن ذلك تنازل الصين عن أكثر من 1942 كيلومتر مربع لباكستان، وباكستان معترفة بالسيادة الصينية على مئات الكيلومترات المربعة من الأراضي في شمال كشمير ولداخ. لم يتم الاعتراف بالاتفاقية على أنها قانونية من قبل الهند التي تدعي أيضًا السيادة على جزء من الأرض. بالإضافة إلى زيادة التوترات مع الهند غيرت الاتفاقية ميزان الحرب الباردة من خلال تقريب باكستان والصين من بعضهما البعض مع تخفيف العلاقات بين باكستان والولايات المتحدة.

## النتيجة
في عام 1959 أصبحت باكستان قلقة من أن الخرائط الصينية تظهر مناطق باكستان في الصين. في عام 1961 أرسل أيوب خان مذكرة رسمية إلى الصين، ولم يكن هناك رد.
بعد أن صوتت باكستان لمنح الصين مقعدًا في الأمم المتحدة، سحب الصينيون الخرائط المتنازع عليها في يناير 1962، ووافقت على الدخول في محادثات حدودية في مارس. ورحب الشعب الباكستاني باستعداد الصينيين للدخول في الاتفاقية. بدأت المفاوضات بين الدول رسمياً في 13 أكتوبر 1962 وأسفرت عن توقيع اتفاقية في 2 مارس 1963. ووقع وزيرا الخارجية تشين يي عن الصينيين وذوالفقار علي بوتو عن الجانب الباكستاني.
نتج عن الاتفاقية انسحاب كل من الصين وباكستان من حوالي 1900 كيلومتر مربع من الأراضي والحدود على أساس المذكرة البريطانية الصادرة عام 1899 للصين والتي تم تعديلها بواسطة اللورد كرزون في عام 1905. وقد أصر الكتاب الهنود على ذلك. من الصفقة استسلمت باكستان 5,300 كيلومتر مربع من الأراضي إلى الصين التي يعتقدون أنها ليس لها حق في المقام الأول. في الواقع اكتسبت باكستان جزءًا صغيرًا من الأراضي، حوالي 52 كم2 جنوب ممر خونجراب. كان الادعاء الذي تنازلت عنه باكستان هو المنطقة الواقعة شمال نهر أوبرانج جيلجا والتي أيضًا شملت راكسام حيث تمتع مير من هونزا بحقوق الضرائب والرعي طوال معظم أواخر القرن التاسع عشر كجزء من الاتفاقيات مع السلطات الصينية في سينكيانغ. على الرغم من ذلك لم يتم تحدي السيادة على المنطقة من قبل مير هونزا أو البريطانيين أو دولة جامو وكشمير.

## الدلالة
كانت الاتفاقية مفيدة اقتصاديًا إلى حد ما لباكستان، التي حصلت على أراضي الرعي في الصفقة، لكنها كانت ذات أهمية سياسية أكبر بكثير، حيث قللت من احتمالية نشوب نزاع بين الصين وباكستان، كما يشير سيد: وضعت الصين رسميًا وبقوة على أنها تحافظ على أن كشمير لا تنتمي إلى الهند حتى الآن. وفي تقرير عن هذه المسألة في عام 1963 عبرت «تايم» عن رأي مفاده أنه من خلال التوقيع على الاتفاقية فإن باكستان قد «أضعفت آمال التسوية» لنزاع كشمير بين باكستان والهند. بموجب هذه الاتفاقية الصينية الباكستانية اعترفت الصين بالسيطرة الباكستانية على جزء من شمال كشمير.
خلال هذه الفترة كانت الصين في نزاع مع الهند فيما يتعلق بالحدود الشرقية لكشمير، حيث ادعت الهند أن الحدود قد تم ترسيمها مسبقًا، وتدعي الصين أن مثل هذه الترسيمات لم تحدث أبدًا. اعترفت باكستان والصين في اتفاقهما بأن الحدود لم يتم ترسيمها، مما قدم الدعم للموقف الصيني.
بالنسبة لباكستان التي كانت لديها نزاعات حدودية على حدودها الشرقية والغربية، قدمت الاتفاقية الراحة من خلال تأمين حدودها الشمالية من أي منافسة مستقبلية. كما نصت المعاهدة على ترسيم واضح للحدود لباكستان، والتي ستستمر في العمل كحدود حتى بعد حل نزاع كشمير.
وفقًا لمراجعة جين الدولية للدفاع كانت الاتفاقية ذات أهمية أيضًا في الحرب الباردة، حيث كانت لباكستان علاقات مع الولايات المتحدة وعضوية في منظمة المعاهدة المركزية ومنظمة معاهدة جنوب شرق آسيا. كانت الاتفاقية جزءًا من تشديد شامل للارتباط مع الصين لباكستان، مما أدى إلى ابتعاد باكستان عن الولايات المتحدة. بعد ترسيم الحدود دخل البلدان أيضًا في اتفاقيات فيما يتعلق بالتجارة والسفر الجوي، وكانت الأخيرة أول اتفاقية دولية من هذا القبيل أبرمتها الصين مع دولة غير شيوعية.

## العلاقة بمطالبة الصين
لا تعترف جمهورية الصين التي يقع مقرها حاليًا في تايوان والمعروفة باسم تايوان بأي تغييرات إقليمية صينية بناءً على أي اتفاقيات حدودية موقعة من قبل جمهورية الصين الشعبية مع أي دولة أخرى، بما في ذلك هذه الدولة، وفقًا لدستور جمهورية الصين وموادها الإضافية. لا تعترف باكستان بجمهورية تايوان كدولة.